# Gauley Bridge, West Virginia
Gauley Bridge, West Virginia (енгл. Gauley Bridge) град је у америчкој савезној држави Западна Вирџинија.

## Демографија
По попису из 2010. године број становника је 614, што је 124 (-16,8%) становника мање него 2000. године.
| Група             | 2000.       | 2010.       |
| Белци             | 714 (96,7%) | 604 (98,4%) |
| Афроамериканци    | 5 (0,7%)    | 0 (0,0%)    |
| Азијати           | 0 (0,0%)    | 0 (0,0%)    |
| Хиспаноамериканци | 10 (1,4%)   | 3 (0,5%)    |
| Укупно            | 738         | 614         |